# Coma del Port (la Torre de Cabdella)
La Coma del Port és una coma que davalla en sentit est-oest, inclinant-se cap al nord est a partir de la meitat inferior. Està limitada pel Tossal de Rus a l'oest, el Pic de la Mina (2.764 metres) i els Crestells de Rus al nord i l'Obaga de Rus al sud, restant oberta per l'est. Està situada a la capçalera de la Vall Fosca, al Pallars Jussà, en el terme municipal de la Torre de Cabdella.
El torrent de Coma del Port flueix en sentit oest a est i divideix la coma en dues meitats, fins a desaiguar al riu de Riqüerna. En aquesta zona no hi han estanys.
El sender GR-11-20 provinent d'el Pla de l'Ermita transcórrer per la coma des del Port de Rus (2.616,9 metres) fins a la Cabana del Pletiu (1.958 metres) on creua el riu de Riqüerna mitjançant el Pontet de Rus, i comença a pujar cap l'Estany Tapat. En el mateix lloc el sender es bifurca i baixa cap a Cabdella per la Ribera de Riqüerna.